# المحافظة الساحلية (كينيا)
المحافظة الساحلية هي إحدى محافظات كينيا، على طول المحيط الهندي، كانت واحدة من ثمانية محافظات في كينيا. وتقع على الشريط الساحلي للمحيط الهندي مع العاصمة مومباسا. وكان يسكنها الميجيكندا والسواحليون وغيرهم. مساحتها حوالي 79,686.1 كيلومتر مربع، وكان عدد سكانها 3,325,307 في عام 2009.